# سان بارتولومئو ال ماره
سان بارتولومئو ال ماره (به ایتالیایی: San Bartolomeo al Mare) یک کومونه در ایتالیا است که در استان ایمپریا واقع شده‌است. سان بارتولومئو ال ماره ۱۰٫۹ کیلومتر مربع مساحت و ۳٬۰۶۸ نفر جمعیت دارد.